# 斯特拉日戈羅德
48°41′25″N 29°45′58″E / 48.69028°N 29.76611°E
斯特拉日戈羅德（烏克蘭語：Стражгород），是烏克蘭的村落，位於該國西南部文尼察州，由海辛區負責管轄，始建於1654年，面積0.34平方公里，海拔高度215米，2001年人口776，人口密度每平方公里2,289.09人。